# Jules Pinsard
Jules Pinsard, né le 9 avril 1906 à Crêches-sur-Saône et mort dans ce village le 9 décembre 1991, est un homme politique français.

## Biographie
Fils d'un maire de Crêches-sur-Saône, et conseiller général du canton de La Chapelle-de-Guinchay, viticulteur et négociant, il prend la succession de son père, professionnellement et politiquement.
Il est conseiller général de La-Chapelle-de-Guinchay (1945-1982), maire de Crèches-sur-Saône (1947-1971). De plus, il est élu sénateur (Gauche démocratique) de Saône-et-Loire pendant 26 ans de 1951 à 1977.

## Détail des fonctions et des mandats
Mandat parlementaire
- 30 septembre 1951 - 26 avril 1959 : Sénateur de Saône-et-Loire (Quatrième République)
- 26 avril 1959 - 22 septembre 1968 : Sénateur de Saône-et-Loire (Cinquième République)